# تجربة بلكو
تجربة بلكو (بالإنجليزية: The Belko Experiment)‏ هو فيلم إثارة رعب أمريكي من إخراج جريج ماكلين وتأليف جيمس غان ومن بطولة جون غالاغر جونيور، طوني غولدوين، أدريا أرخونا، جون مغينلي وميلوني دياز، صدر الفيلم في الولايات المتحدة في 17 مارس 2017.

## روابط خارجية
- تجربة بلكو على موقع IMDb (الإنجليزية)
- تجربة بلكو على موقع ميتاكريتيك (الإنجليزية)
- تجربة بلكو على موقع روتن توميتوز (الإنجليزية)
- تجربة بلكو على موقع قاعدة بيانات الأفلام العربية
- تجربة بلكو على موقع ألو سيني (الفرنسية)
- تجربة بلكو على موقع Turner Classic Movies (الإنجليزية)
- تجربة بلكو على موقع أول موفي (الإنجليزية)
- تجربة بلكو على موقع بوكس أوفيس موجو (الإنجليزية)
- تجربة بلكو على موقع فيلمافينيتي (الإسبانية)
- تجربة بلكو على موقع قاعدة بيانات الأفلام السويدية (السويدية)